# 圣弗龙拉里维耶尔
圣弗龙拉里维耶尔（法語：Saint-Front-la-Rivière，法語發音：[sɛ̃ fʁɔ̃ la ʁivjɛʁ]）是法国多尔多涅省的一个市镇，位于该省北部，属于农特龙区。

## 地理
圣弗龙拉里维耶尔（45°28'20"N, 0°43'35"E）面积17.89 平方千米，位于法国新阿基坦大区多爾多涅省，该省份为法国西南部内陆省份，是法國本土面积第三大的省，大致对应佩里戈尔地区，北起顺时针与夏朗德省、上维埃纳省、科雷兹省、洛特省、洛特-加龙省、吉倫特省和滨海夏朗德省接壤。
与圣弗龙拉里维耶尔接壤的市镇（或旧市镇、城区）包括：圣帕尔杜-拉里维耶尔、米亚克德农特龙、维拉尔、坎萨克、索圣昂热勒。

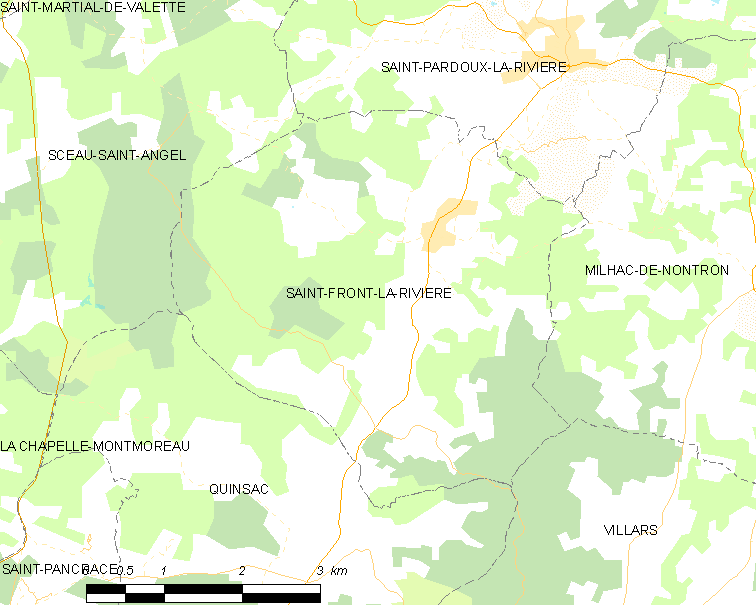
圣弗龙拉里维耶尔的OSM定位图

圣弗龙拉里维耶尔的时区为UTC+01:00、UTC+02:00（夏令时）。

## 行政
圣弗龙拉里维耶尔的邮政编码为24300，INSEE市镇编码为24410。

## 政治
圣弗龙拉里维耶尔所属的省级选区为农特龙绿色佩里戈尔县。

## 人口

1962-2008年间圣弗龙拉里维耶尔人口变化图示

圣弗龙拉里维耶尔于2022年1月1日时的人口数量为497人。